# Giovanni I Bentivoglio
Giovanni Bentivoglio (Bolonia, c. 1358-ibid., 30 de junio de 1402) fue un militar y político italiano, signore de Bolonia desde 1401 hasta su muerte. 

## Biografía

### Familia
|  | Armas de los Bentivoglio: Tronchado danchado, de oro y de gules. |

Nacido en Bolonia cerca de 1358, las noticias sobre sus primeros años son escasas.  Hijo de Antoniolo Bentivoglio y de Zanna Calorio de Maranensi, tuvo varios hermanos: Salvuzzo, Tessa, Taddeo y Becarello.  Contrajo matrimonio dos veces: la primera con Elisabetta da Castel San Pietro, con quien tuvo tres hijos (Ercole, Antongaleazzo y Giovanna), y la segunda con Margherita Guidotti.
Giovanni fue gonfaloniero en 1382 y en 1392 y miembro del consejo de ancianos en 1397.

### Bolonia en elsigloXIV

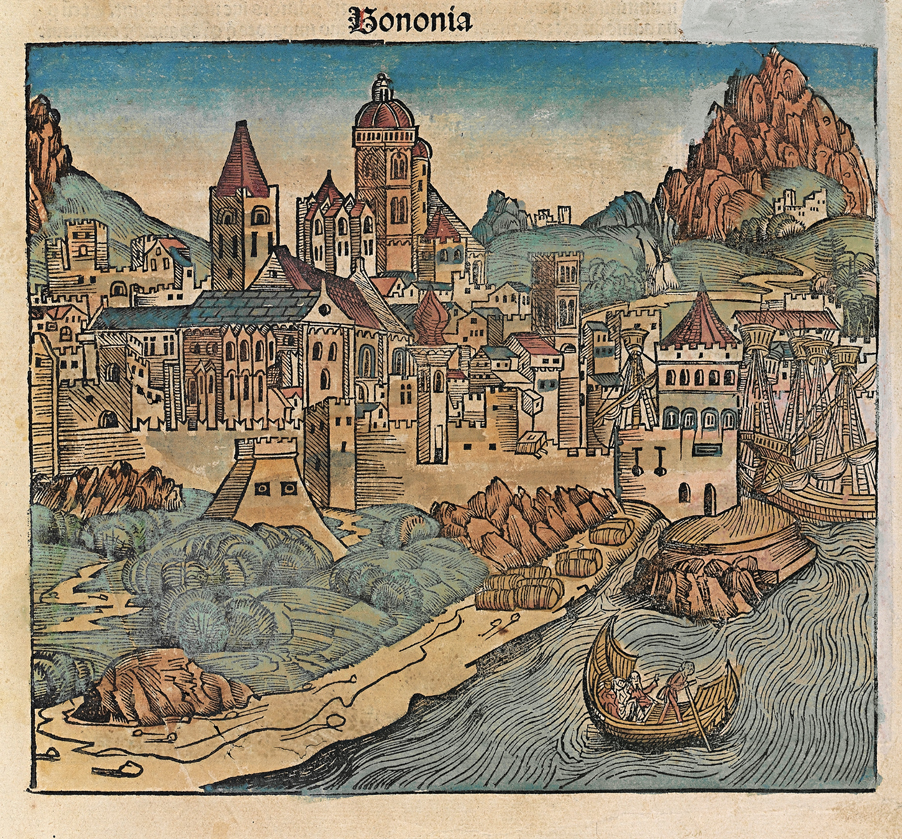
Bolonia en el s. XV.

Bolonia pertenecía a los Estados Pontificios desde que en 1278 el rey de romanos Rodolfo I de Habsburgo cedió al papa Nicolás III la Provincia Romandiolæ, y en teoría debía estar gobernada por un legado o un vicario nombrados por el papa, que debían colaborar con las magistraturas locales (senado, gonfaloniero de justicia y consejos locales), pero en los últimos años había sido escenario de sucesivos cambios de gobierno, casi todos violentos, en los que además del papado estuvieron involucrados los estados circundantes y las principales familias boloñesas.  
En 1306 se disputaban el gobierno de la ciudad las familias de los Geremei y los Lambertazzi, güelfos y gibelinos respectivamente, y cuando el cardenal Napoleone Orsini intentó pacificarlos fue expulsado; el año siguiente la población boloñesa estaba dividida entre los Maltraversi (seguidores de los Gozzadini) y los Scacchesi (partidarios de los Pepoli) y de entre estos últimos surgió como signore el banquero Romeo Pepoli, que en 1321 fue expulsado por la población; en 1327 asumió el poder el cardenal Bertrand du Pouget, nepote de Juan XXII; en 1337 fue también expulsado y su lugar ocupado por Taddeo Pepoli, que enemistado con Benedicto XII murió durante la peste negra que acabó con la vida de cerca de un tercio de la población; en 1350 sus hijos Giacomo y Giovanni Pepoli vendieron la ciudad a la Casa de Visconti, por aquel entonces señores de Milán, a la que pertenecía Giovanni Visconti da Oleggio que en 1355 se autoproclamó signore; en 1360 el cardenal Gil de Albornoz la recuperó para la Santa Sede; en 1376, durante la Guerra de los Ocho Santos promovida por la República de Florencia, una revuelta popular expulsó al legado pontificio Guillaume Noellet e instauró un gobierno comunal; dos años después Giovanni da Legnano quedó como vicario en nombre de Gregorio XI y tras su muerte le sucedió el cardenal Filippo Carafa della Serra, con los Estados Pontificios ya inmersos en el Cisma de Occidente.

### Asalto al poder
En 1398 Carlo Zambeccari dirigió una rebelión popular que por la fuerza de las armas tomó el gobierno de la ciudad; descontentos con su gestión, en marzo de 1399 Giovanni Bentivoglio y Nanne Gozzadini conspiraron para introducir en la ciudad las tropas de Giovanni da Barbiano, pero la conjura fue descubierta y ambos fueron desterrados de Bolonia.  
Después de haber evitado varias conspiraciones contra su gobierno, Zambeccari murió de la peste que asolaba la región, y dos semanas después tomó el gobierno (nuevamente con el uso de la fuerza) Ugolino Scappi, que dispuso el regreso de los desterrados.

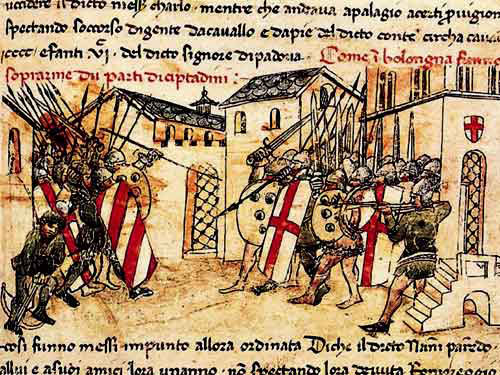
Combates entre güelfos y gibelinos en Bolonia.

En diciembre de 1399 Francesco Ramponi, Gozzadini y Bentivoglio lideraron una nueva revuelta contra los Maltraversi y consiguieron instalarse en el poder.  Ramponi, anciano y enfermo, se retiró de la política, y sus dos socios pronto se vieron envueltos en desavenencias irreconciliables; el 24 de febrero de 1401 cada uno de ellos con sus respectivos partidarios se enfrentaron en una sangrienta escaramuza en la que Bentivoglio resultó vencedor con el apoyo del duque de Milán Gian Galeazzo Visconti, del condotiero Astorre Manfredi y de los Zambeccari.  
Según la fórmula jurídica de aquellos tiempos, en los que el poder se legitimaba con la voluntad popular aunque hubiera sido obtenido con la violencia, el consejo de los 600 y el consejo de los 4000 le nombraron signore y confaloniero perpetuo.  
En abril Bentivoglio envió a Roma una embajada para solicitar al papa Bonifacio IX que le nombrara vicario, y aunque la petición le fue denegada no fue impedimento para que quedara como dueño absoluto de la ciudad, «mero et mixto imperio» con autoridad para nombrar senadores y podestàs, impartir justicia y acuñar moneda.

### Su inestable gobierno

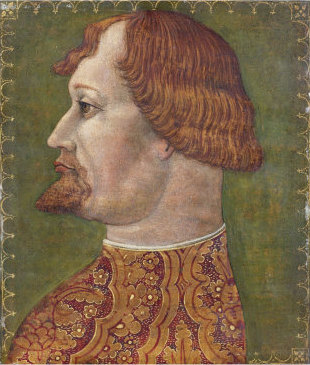
Gian Galeazzo Visconti.

Su alianza con el duque de Milán Gian Galeazzo Visconti resultaba peligrosa. Todavía estaba reciente el caso de Jacopo I Appiano, que ganó la signoria de Pisa con ayuda de Visconti para después ser desalojado por el mismo,  y Bentivoglio prefirió aliarse con la República de Florencia, enemiga del duque, y mantener su amistad con Astorre Manfredi de Faenza, con lo cual se vio envuelto en la guerra contra Milán que a la postre le resultaría fatal.  Entre el otoño de 1401 y principios de 1402 las tropas visconteas estuvieron ocupadas en su enfrentamiento contra las del rey de romanos Roberto, pero cuando éste abandonó Italia, Visconti consideró la conquista de Bolonia como el primer paso contra Florencia y envió a sus condotieros a ocupar varias fortalezas del territorio boloñés.   
Simultáneamente, la situación en el interior de Bolonia no le era muy propicia.  Con su signoria todavía sin consolidar, su autoritarismo y arbitrariedad y la desconfianza que generaba entre la población la presencia de las tropas florentinas en la ciudad provocaron al menos media docena de conspiraciones contra su vida y su gobierno.

### Derrota y muerte
En mayo de 1402 las tropas visconteas avanzaron hacia el territorio boloñés, formadas por los Malatesta de Rímini, Francesco Gonzaga de Mantua, Alberto Pio de Carpi, Pico de Mirandola, Obizzo da Polenta de Rávena, el signore de Fabriano, el de Sassoferrato y el conde de Urbino, junto con los capitanes de ventura Giacomo dal Verme, Alberigo da Barbiano, Facino Cane, Ottobono Terzo, Bertolino de Cremona y los exiliados de Bolonia, entre ellos Nanne Gozzadini y su pariente Bente Bentivoglio. 
Giovanni Bentivoglio contaba con la ayuda militar de Francesco de Carrara, signore de Padua, Bernardone della Serra capitán de Florencia, Muzio Attendolo Sforza, y algunos boloñeses que todavía le eran fieles.   
Temiendo que los visconteos cortaran el canal que desde el río Reno llevaba el agua a la ciudad, Bentivoglio decidió salir a su encuentro en la esclusa de Casalecchio, a pocos kilómetros de Bolonia.  Igualados en el número de fuerzas (6000 o 7000 hombres en cada bando), los milaneses contaban con mejores capitanes y soldados más expertos, y en la Batalla de Casalecchio del 26 de junio de 1402 rompieron las líneas boloñesas, capturaron a sus principales capitanes y pusieron en fuga al resto.

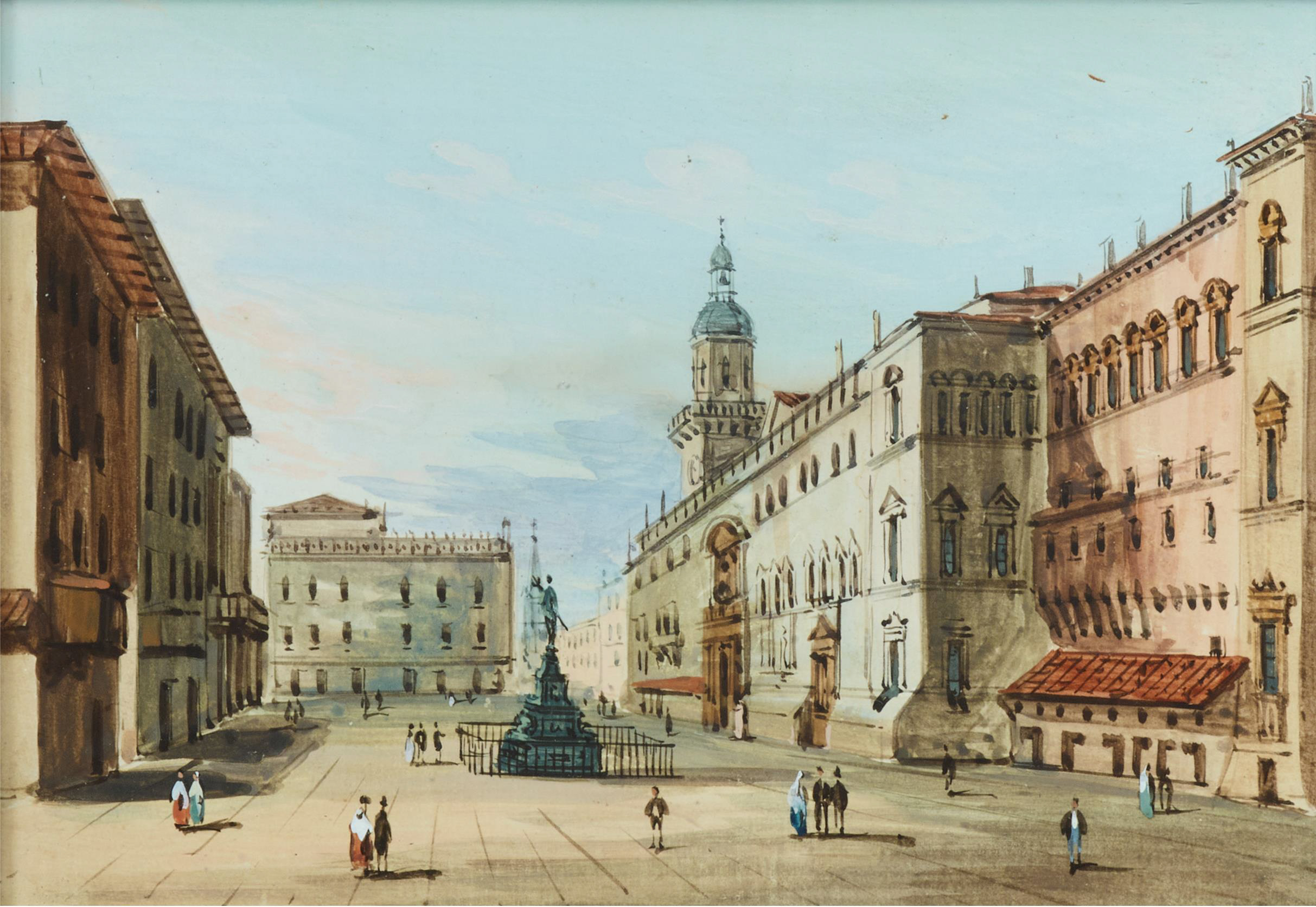
Piazza Maggiore de Bolonia.

La derrota colmó la indignación de los boloñeses.  Cuando Bentivoglio llegó a la ciudad con los hombres que habían conseguido escapar de la derrota encontró un multitudinario grupo de sus conciudadanos dispuestos a enfrentársele, con los que tras combatir toda la noche dentro de la ciudad resultó nuevamente vencido.  En la mañana del día 27 Bentivoglio se escondió en casa de una anciana, el 28 fue detenido y encerrado en el palacio, donde provisionalmente se había instalado Nanne Gozzadini, el 29 las tropas visconteas tomaron el control de la ciudad, y el día 30 Bentivoglio fue entregado al populacho, que lo linchó en la Piazza Maggiore.